# Nutanix
Nutanix — американская компания, разработчик аппаратно-программных кластерных виртуализированных комплексов, а также программного обеспечения для построения гиперконвергентной инфраструктуры на базе узлов оборудования массового класса (англ. commodity hardware).
Основана в 2009 году в Сан-Хосе группой выходцев из Google, Facebook и Amazon во главе с Диражем Пандеем. В 2011 году фирма продала первый экземпляр аппаратно-программного комплекса Virtual Computing Platform. Начиная с этого времени компания открыла торговые представительства в Австралии, Европе, Азиатско-Тихоокеанском регионе, Японии, Латинской Америке. Суммарный объём инвестиций в компанию к 2014 году в ходе пяти раундов составил более $310 млн, притом инвестиции на уровне $140 млн, полученные на пятом раунде, соответствовали оценке бизнеса в размере около $2 млрд. В 2016 году фирма осуществила первичное размещение на бирже NASDAQ, по результатам которого капитализация компании составила около $5 млрд.
Основной продукт — программно-аппаратный комплекс Virtual Computing Platform, построенный на модульных принципах из стандартных серверных узлов архитектуры x86-64. Узлы функционируют под управлением одного из серверных гипервизоров (поддержаны VMware ESX, Microsoft Hyper-V и собственный гипервизор Acropolis на базе KVM) и объединяются в единый пул средствами программного обеспечения, названного NOS (Nutanix Operating System), одним из компонентов которого является специальная виртуальная машина, называемая CVM (Controller VM), которая обслуживает все операции ввода-вывода гипервизора и других виртуальных машин узла. При работе в составе кластера NOS создаёт программно-определяемую среду хранения NDFS (Nutanix Distributed Filesystem), которая доступна гипервизорам как хранилище NFS, iSCSI или Server Message Block.
Кроме поставки предконфигурированных аппаратно-программных комплексов отдельно распространяется и программное обеспечение. Решения Nutanix относят к классу «гиперконвергентных систем» (состоящих исключительно из стандартных серверных узлов, в отличие от получивших распространение в конце 2000-х — начале 2010-х годов конвергентных систем, таких как FlexPod и Vblock, комплексы в которых включают также специализированные сети хранения данных), притом компания на этом сегменте рынка по состоянию на 2014 год отмечается как лидер, опережающий таких игроков, как SimpliVity (в 2017 году поглощена HPE), Scale Computing, VMWare, EMC, Pivot3. Продукция распространяется как по собственным каналам продаж, так и через OEM каналы — Lenovo, HPE, Dell EMC - в виде готовых к запуску аплаенсов - соответственно модельные ряды Lenovo HX, HPE DX, Dell XC.